# Cambuskenneth
Cambuskenneth (Schots-Gaelisch: Camas Choinnich of Camas Sgeanail) is een dorp in de stad Stirling, gelegen in het midden van Schotland. Het heeft een bevolking van 250 inwoners en is de locatie van de historische Cambuskenneth Abbey. Het is gelegen aan de rivier Forth en de enige weg die toegang geeft tot het dorp is over Ladysneuk Road via Alloa Road vanuit het de plaats Causewayhead. In 1935 was er over de rivier een loopbrug gebouwd om naar het naburige district te komen. Voorafgaand was het alleen mogelijk om met de veerboot toegang te krijgen tot Stirling.

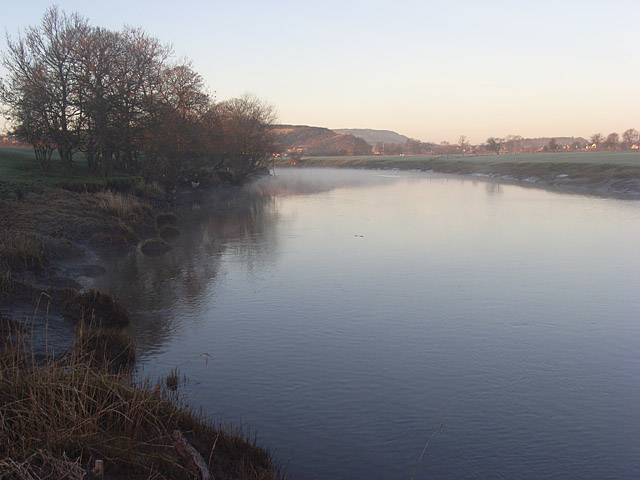
De rivier Forth bij Cambuskenneth